# 馬德哈

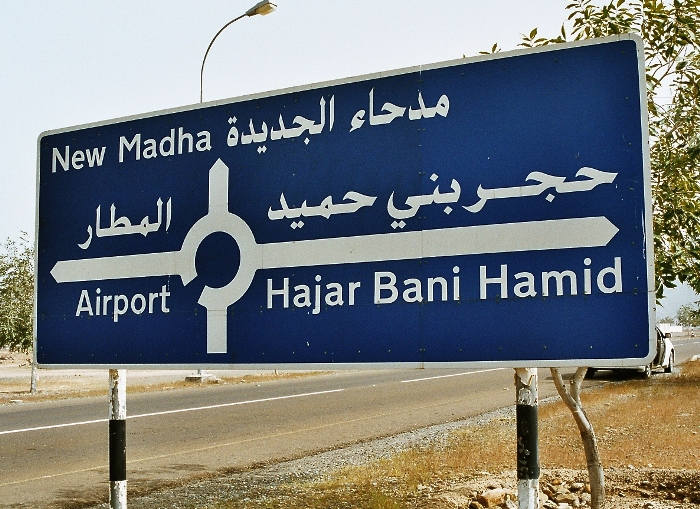
馬德哈的路牌

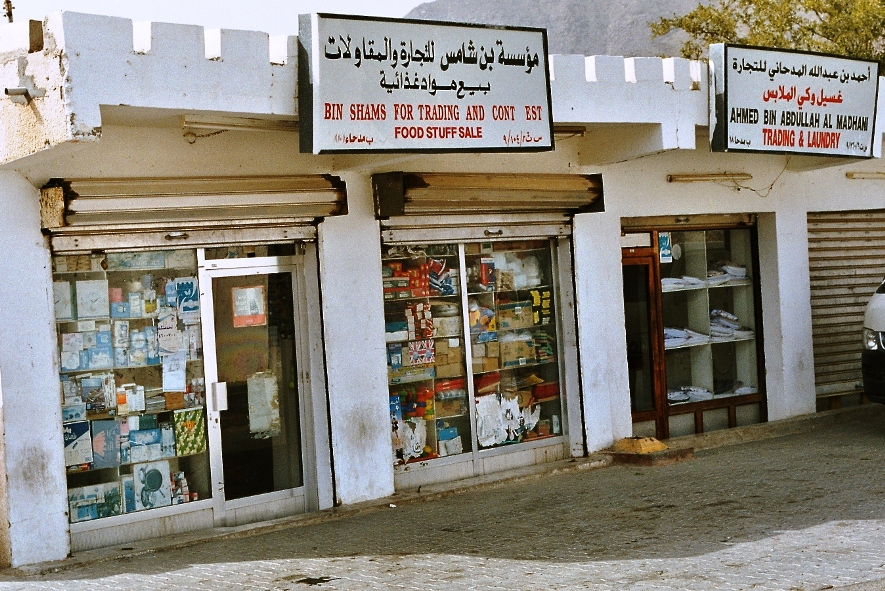
馬德哈村落內的商店

馬德哈（阿拉伯语：‎，羅馬化：Madha），是阿曼的一塊飛地，位於穆桑達代姆半島到阿曼本土連線的中間點處、阿拉伯聯合酋長國的富查伊拉－豪爾費坎公路上，面積約75平方公里。馬德哈的邊界是在1969年才被確定下來，行政上屬於阿曼穆桑代姆省，但土地被完全被阿拉伯聯合酋長國包圍。但馬德哈內又另有一塊屬於阿聯酋沙迦酋长国的飛地那赫瓦，讓那赫瓦成為飛地中的飛地。